# Progarypus novus
Progarypus novus är en spindeldjursart som beskrevs av Beier 1931. Progarypus novus ingår i släktet Progarypus och familjen Olpiidae. Inga underarter finns listade i Catalogue of Life.